# Helmut Wick
Helmut Wick, nemški častnik, vojaški pilot in letalski as, * 5. avgust 1915, Mannheim, † 28. november 1940 Rokavski preliv.

## Življenjepis
Helmut Wick se je po končanem šolanju zaposlil kot gozdar, že leta 1935 pa se je pridružil takrat tajni Luftwaffe. Po zaključku usposabljanja za vojaškega lovskega pilota je bil dodeljen k II./JG 134, opremljenemu z dvokrilnimi lovci Arado Ar 68. 1. septembra 1938 je dobil čin poročnika. 
Januarja 1939 je bil premeščen k 1./JG 53, pod poveljstvo Wernerja Möldersa. Dobil je novo letalo, sodobnega lovca Messerschmitt Bf 109. 30 avgusta je bil ponovno premeščen. Tokrat je bil dodeljen k 3./JG 2. Med poljsko kampanjo je bila njegova enota zadolžena za letalsko obrambo Berlina. 22. novembra 1940 je med bitko za Francijo dosegel svojo prvo zračno zmago, ki je bila hkrati tudi prva zmaga njegove enote, ko je v bližini Strasbourga sestrelil francoskega lovca Curtiss Hawk 75. Curtissa je pilotiral francoski letalski as Camille Plubeau, ki je moral svoje močno poškodovano letalo zasilno pristati. Ranjenega francoza so zajele nemške kopenske enote. 
10. maja je bil 3./JG 2 poslan na fronto, Wick pa je za svojo enoto prišel šele 21. maja, ker so njegovemu letalu menjali motor. Med francosko kampanjo je Wick dosegel 12 potrjenih in dve nepotrjeni zračni zmagi. Kar štiri francoska letala je sestrelil 5. junija in se tako vpisal med letalske ase. Svojo deseto zmago je dosegel 8. junija. 
Wick je bil uspešen tudi med bitko za Britanijo. 1. avgusta 1940 je uradno postal Staffelkapitän 3./JG 2, čeprav je enoto vodil že od 23. junija. Svojo 19. in 20. zmago je dosegel 25. avgusta, dan kasneje pa je sestrelil še dve letali. Za te zmage je bil nadporočnik Wick 27. avgusta 1940 odlikovan z Viteškim križem, 4. septembra pa je napredoval v čin stotnika in prevzel poveljstvo nad 6./JG 2.
S to enoto je dosegel šest zračnih zmag, nato pa je 9. septembra 1940 postal Gruppenkommandeur I./JG 2 on 9 September. Petega oktobra je na območju otoka Isle of Wight sestrelil pet britanskih letal, za kar je bil odlikovan s hrastovimi listi k viteškemu križu (Nr. 4). Kmalu je tudi napredoval in s 25 leti postal najmlajši major v Wehrmachtu. Že 20. oktobra je postal Kommodore JG 2, kjer je zamenjal majorja Wolfganga Schellmanna, ki je prevzel poveljstvo nad JG 27. 
6. novembra je Wick sestrelil še pet britanskih letal, 28. novembra 1940 zjutraj pa še enega za svojo 55. zračno zmago. S tem je postal najuspešnejši letalski as na svetu. Kasneje istega dne je s svojo enoto odšel na »prosti lov« nad Rokavski preliv. Na tej nalogi je sestrelil britanskega lovca Supermarine Spitfire. Takoj za tem je njegovo letalo zadel britanski letalski as John Dundas iz 609. eskadrilje RAF. Wicka so tovariši videli izskočiti iz zadetega lovca Messerschmitt Bf 109 E-4 (W. Nr. 5344) »Črni < - + -«.  Njegov partner, stotnik Rudolf Pflanz je ostal nad mestom, kjer je Wicka nazadnje videl in po radiu javljal, da je v morje padel Spitfire, da bi priklical ladje britanske službe za reševanje iz morja. Nad mestom je krožil tako dolgo, dokler mu ni zmanjkalo goriva, zaradi česar je moral svoje letalo brez pomoči motorja zasilno pristati na obali. Kljub temu majorja Wicka niso nikoli našli.
Helmut Wick je na 168 bojnih nalogah dosegel 56 zračnih zmag (in dve nepotrjeni). Med njegovimi žrtvami je bilo kar 24 lovcev Spitfire.

## Odlikovanja
- Železni križec 2. in 1. razreda
- Viteški križ železnega križca (27. avgust 1940)
  - hrastovi listi k viteškemu križu (6. oktober 1940)